# Kreidler Street 125
Die Kreidler Street 125 ist ein Naked Bike vom deutschen Fahrrad- und Motorradhersteller Kreidler. Der Hubraum des Motors beträgt 125 cm³.
Häufig wird die Street 125 mit dem Namenszusatz "DD" angegeben, welcher ausgeschrieben "Double Disc" bedeutet und darüber informiert, dass die Maschine zwei vordere Bremsscheiben besitzt.
Kreidler bot die Street 125 auch mit einer werksseitigen kostenlosen Drosselung auf 80 km/h an.
Die Street 125 wurde das erste Mal auf der Intermot 2008 vorgestellt.